# Strojkovce

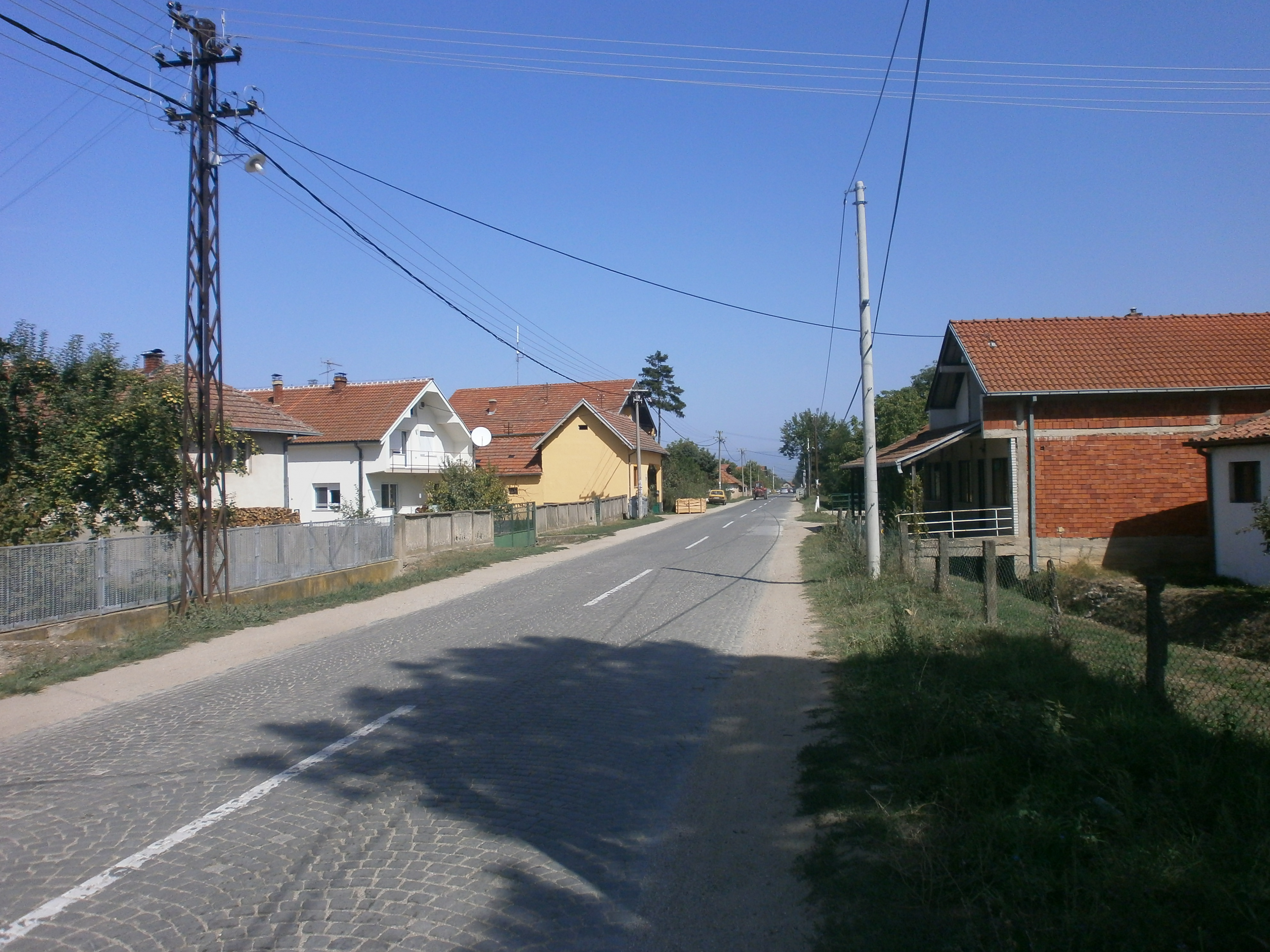
Strojkovce Hauptstraße

Strojkovce ist ein Dorf im Grad Leskovac mit 1233 Einwohnern laut Volkszählung 2011.
Hier wurde der Schauspieler Gojko Mitić geboren, der in einer Vielzahl der DEFA-Indianerfilme die Hauptrolle spielte und mehrere Jahre bis 2006 den Winnetou in Bad Segeberg dargestellt hat. 
Das Dorf hat 320 Haushalte (Stand 2020) und 50 Geschäfte, was für ein Dorf dieser Größe in Serbien untypisch ist.